# Complejo proteasoma endopeptidasa
El complejo proteasoma endopeptidasa (EC 3.4.25.1, ingensina, macropaína, complejo endopeptidasa multicatalítico, prosoma, complejo multicatalítico proteinasa, MCP, proteasoma, proteasa multicatalítica de gran tamaño, orgnanela proteasoma, proteasa alcalina, proteasa 20S, proteinasa tricorne, proteasa tricorne) es un complejo catalítico que cataliza la degradación de un amplio grupo de enlaces peptídicos con una muy amplia especificidad.
Se trata de una proteína multimérica con un coeficiente de sedimentación de 20-S, compuesta por 28 subunidades en un arreglo de cuatro anillos apilados para formar un barril, cada uno de estos anillos compuesto por siete subunidades. Los anillos externos se encuentran formados por subunidades α, pero las subunidades β que forman los anillos internos son las responsables de la actividad peptidasa. En los organismos eucariotas hay más de siete tipos diferentes de subunidades β, tres de las cuales pueden poseer los residuos N-terminales de treonina que actúan como nucleófilos en el mecanismo catalítico, y que muestran diferentes especificidades.
La molécula tiene forma de barril, y los sitios activos se encuentran en las superficies interiores. Las aperturas terminales restringen el acceso de los sustratos a los sitios activos. Este complejo enzimático se inhibe por compuestos de mercurio y por algunos inhibidores de las serina endopeptidasas. Pertenece a la familia T1 de peptidasas (peptidasas que hacen uso de una treonina en su sitio reactivo), es por lo tanto una treonina endopeptidasa. Antiguamente se agrupaba en EC 3.4.22.21, EC 3.4.24.5 y EC 3.4.99.46. 